# Bretteville-le-Rabet
Bretteville-le-Rabet is een gemeente in het Franse departement Calvados in de regio Normandië en het arrondissement Caen. De gemeente telde 297 inwoners op 1 januari 2022.

## Geschiedenis
De gemeente maakte tot 2015 deel uit van het kanton Bretteville-sur-Laize. Toen het kanton op 22 maart 2015 werd opgeheven werd Bretteville-le-Rabet opgenomen in het kanton Thury-Harcourt, dat begin 2021 werd hernoemd naar kanton Le Hom.

## Geografie
De oppervlakte van Bretteville-le-Rabet bedraagt 4,53 vierkante kilometer; Op 1 januari 2022 was de bevolkingsdichtheid 65,6 inwoners per km².
De onderstaande kaart toont de ligging van Bretteville-le-Rabet met de belangrijkste infrastructuur en aangrenzende gemeenten.

## Demografie
Onderstaande figuur toont het verloop van het inwonertal.
Vanwege een beveiligingsprobleem met de MediaWiki Graph-software is het momenteel niet mogelijk deze grafiek weer te geven. Zodra de software is bijgewerkt zal de grafiek vanzelf weer zichtbaar worden.
Barbery · Le Bô · Boulon · Bretteville-le-Rabet · Bretteville-sur-Laize · Le Bû-sur-Rouvres · Cauvicourt · Cauville · Cesny-les-Sources · Cintheaux · Clécy · Combray · Cossesseville · Croisilles · Culey-le-Patry · Donnay · Espins · Esson · Estrées-la-Campagne · Fresney-le-Puceux · Fresney-le-Vieux · Gouvix · Grainville-Langannerie · Grimbosq · Martainville · Meslay · Montillières-sur-Orne · Moulines · Les Moutiers-en-Cinglais · Mutrécy · Ouffières · La Pommeraye · Saint-Germain-le-Vasson · Saint-Lambert · Saint-Laurent-de-Condel · Saint-Omer · Saint-Rémy · Saint-Sylvain · Soignolles · Thury-Harcourt-le-Hom · Urville · Le Vey